# Nieuwdorp
Nieuwdorp (51° 28′ N, 3° 44′ L) é uma cidade dos Países Baixos, na província de Zelândia. Nieuwdorp pertence ao município de Borsele, e está situada a 9 km, a leste de Middelburg.
Em 2001, a cidade de Nieuwdorp tinha 886 habitantes. A área urbana da cidade é de 0.28 km², e tem 367 residências.
A área de Nieuwdorp, que também inclui as partes periféricas da cidade, bem como a zona rural circundante, tem uma população estimada em 1220 habitantes.